# Rafał Pankowski (socjolog)
Rafał Pankowski (ur. 18 stycznia 1976) – socjolog i politolog, doktor habilitowany nauk humanistycznych, profesor uczelni Collegium Civitas w Warszawie, zastępca redaktora naczelnego magazynu „Nigdy Więcej”.

## Życiorys
Uczęszczał do I Społecznego Liceum Ogólnokształcące w Warszawie. W okresie szkolnym stypendysta Krajowego Funduszu na rzecz Dzieci. Jako pierwszy polski stypendysta ukończył Eton College. W 1999 ukończył studia z zakresu nauk politycznych na Uniwersytecie Warszawskim. Ponadto studiował politykę, filozofię i ekonomię na Uniwersytecie Oksfordzkim. Doktoryzował się w 2005 roku na macierzystej uczelni w oparciu o rozprawę Rasizm a współczesna kultura popularna, której promotorem była Aldona Jawłowska-Konstanciak. Stopień doktora habilitowanego uzyskał na UW w 2012 roku na podstawie pracy pt. The Populist Radical Right in Poland.
Od 1996 roku pełni funkcję zastępcy redaktora naczelnego magazynu „Nigdy Więcej”. Jest koordynatorem Centrum Monitorowania Rasizmu w Europie Wschodniej, członkiem zarządu sieci UNITED for Intercultural Action (z siedzibą w Amsterdamie) oraz Futbol Przeciwko Rasizmowi w Europie (z siedzibą w Londynie). Zatrudniony był m.in. jako ekspert-konsultant w Departamencie Tolerancji i Niedyskryminacji OBWE, podjął również współpracę z Chatham House, Policy Network oraz Institute for Strategic Dialogue.
Jest autorem książek:
- Gdzie kończy się patriotyzm…: z dziejów polskich grup faszyzujących 1922-1992. Bydgoszcz: Kanalezja, 1993. OCLC 834073230. Brak numerów stron w książce
- Neofaszyzm w Europie Zachodniej: zarys ideologii. Warszawa: Instytut Studiów Politycznych PAN, 1998. ISBN 83-86759-63-1. OCLC 69461503. Brak numerów stron w książce
- Rasizm a kultura popularna. Warszawa: Trio, 2006. ISBN 978-83-7436-090-6. OCLC 169711584. Brak numerów stron w książce
- The populist radical right in Poland: the patriots. London ; New York: Routledge Taylor & Francis Group, 2010, seria: Routledge Studies in Extremism and Democracy. ISBN 978-0-415-47353-8. OCLC 751089315. Brak numerów stron w książce

W 2017 roku otrzymał Odznakę Honorową Rzecznika Praw Obywatelskich „Za Zasługi dla Ochrony Praw Człowieka”. Został także nagrodzony przez australijską Fundację Wspierania Kultury Polskiej Polcul im. Jerzego Bonieckiego za jego „działalność pedagogiczną, publicystyczną i kulturalną na rzecz tolerancji rasowej, etnicznej i religijnej oraz prace służące budowie społeczeństwa obywatelskiego i demokracji w Polsce”.
W 2019 został uhonorowany Nagrodą Praw Człowieka im. Paula Ehrlicha i Gunthera K. Schwerina, ustanowioną w 1998 przez amerykańską Ligę Przeciwko Zniesławieniu dla wyróżnienia osób walczących z antysemityzmem w Europie. Dyrektor ADL ds. europejskich Andrew Srulevitch wręczył nagrodę podczas wizyty w Polsce 6 lutego 2019.